# Benzoguanamine
Benzoguanamine of 6-fenyl-1,3,5-triazine-2,4-diamine is een organische verbinding uit de groep van de triazines. Het bestaat uit een kern van 1,3,5-triazine waarop twee aminogroepen en een fenylgroep zijn gesubstitueerd.

## Synthese
Deze verbinding wordt gevormd door de reactie van benzonitril met dicyaandiamide.

## Toepassingen
Benzoguanamine wordt gebruikt voor de productie van thermohardende harsen in dezelfde hoedanigheid als melamine; benzoguanamine-formaldehyde-condensatieharsen zijn vergelijkbaar met melamine-formaldehydeharsen. Melamine en benzoguanamine kunnen ook tegelijk in een hars verwerkt worden. Het blijkt dat het toevoegen van benzoguanamine aan melamine en formaldehyde het hars veel beter bestand maakt tegen (koffie)vlekken.
Verder is benzoguanamine een tussenproduct voor pesticiden, farmaceutische stoffen en kleurstoffen.

## Toxicologie en veiligheid
Benzoguanamine is niet ontvlambaar, maar geeft irriterende en toxische dampen af in een brand. Ze is toxisch indien ze wordt ingeademd als fijn poeder. Ze is schadelijk voor waterorganismen.